# 望月玉三
望月 玉三（もちづき たまぞう、1913年（大正2年）10月3日 - 1998年（平成10年）6月24日）は、日本の実業家。東京電業建設、望月証券（現みずほ証券）、九曜社各社長。慶應義塾大学助教授。

## 人物
東京都出身。九曜社社長望月軍四郎の三男、九曜社取締役望月太郎の弟。父・軍四郎は静岡県富士郡大宮町（現富士宮市）出身。
1936年、慶應義塾大学経済学部卒業、同助手を経て、助教授を務めた。
住所は東京港区赤坂青山南町。趣味は読書、碁、庭球。宗教は仏教、日蓮宗。

## 家族・親族
望月家
- 妻（1924年 - ）[3]
- 長女、二女[3]